# Фиолент (стадион)
«Фиолент» — футбольный стадион в городе Симферополь. Собственником стадиона является завод «Фиолент». Находится по адресу бульвар Франко, 30.
Старейший стадион Симферополя. В разные годы стадион назывался «Синее поле», «Пищевик», «Авангард», «Метеор». После того, как стадион перешёл на баланс завода «Фиолент», изменил своё название. В эксплуатацию введён с 1935 года, «Фиолент» является первым стадионом в Симферополе.  
Одну из реконструкций стадиона выполнил архитектор  Б. В. Кондрацкий. 
Вместимость стадиона 5000 зрителей. В 1967 году был построен крупный стадион «Локомотив», после чего «Фиолент» пришёл в упадок. 
На стадионе проходили матчи чемпионата СССР, чемпионата Украины, чемпионата Крыма и Симферополя. 28 октября 1986 года на стадионе проводился отборочный матч молодёжного чемпионата Европы между сборными СССР и Норвегии.
Первый официальный матч в чемпионатах Украины футболисты «Динамо-ИгроСервис» провели 30 июля 2001 года против команды «Ригонда» из Белой Церкви. Матч закончился победой динамовцев — 1:0. Первый матч после реконструкции стадиона прошёл 27 марта 2005 года между «Динамо-ИгроСервис» — «Сталь» (Алчевск) (0:1). В 2012 году на «Фиоленте» проводила свои игры ялтинская «Жемчужина», которая выступала во Второй лиге Украины. На стадионе проводит игры дубль «Таврии», который выступает в молодёжном чемпионате Украины.
На стадионе проводятся спортивные мероприятия, проводится учебно-тренировочный процесс «Специализированной детско-юношеской спортивная школы по легкой атлетике № 2 г. Симферополя».